# بامینگوئی
بامینگوئی (به لاتین: Bamingui) یک منطقهٔ مسکونی در جمهوری آفریقای مرکزی است که در بامینگی-بانگوران واقع شده‌است. بامینگوئی ۶٬۲۳۰ نفر جمعیت دارد.